# Stawley
Stawley är en ort och civil parish i Storbritannien.   Den ligger i grevskapet Somerset och riksdelen England, i den södra delen av landet, 230 km väster om huvudstaden London. Stawley ligger 141 meter över havet och antalet invånare är 279.
Terrängen runt Stawley är platt västerut, men österut är den kuperad. Runt Stawley är det ganska tätbefolkat, med 134 invånare per kvadratkilometer. Närmaste större samhälle är Taunton, 16,5 km öster om Stawley. Trakten runt Stawley består i huvudsak av gräsmarker.